# Women from Rote Island
Women from Rote Island (en indonesi Perempuan Berkelamin Darah) és una pel·lícula dramàtica indonèsia de 2023 escrita i dirigida per Jeremias Nyangoen en el seu llargmetratge de debut com a director.
La pel·lícula es va estrenar al 28è Festival Internacional de Cinema de Busan el 7 d'octubre de 2023. Va rebre quatre premis al Festival de Cinema d'Indonèsia de 2023, inclòs el Millor pel·lícula i Millor Director per Nyangoen.

## Argument
La Martha, una treballadora migrant il·legal, torna a la seva ciutat natal a Roti per assistir al funeral del seu pare. Mentrestant, ha de fer front al seu propi trauma després d'haver experimentat violència sexual al seu lloc de treball.

## Repartiment
- Linda Adoe com Orpa
- Irma Rihi com Martha
- Sallum Ratu Ke com Bertha
- Van Jhoov com Damar

## Producció

### Càsting
Nyangoen va revelar que només va seleccionar actors locals de Roti i al voltant de Nusa Tenggara Oriental per tal de preservar l'accent distintiu de la llengua Roti i capturar l'essència de la regió.

## Estrena
Women from Rote Island es va estrenar mundialment al 28è Festival Internacional de Cinema de Busan el 7 d'octubre de 2023 com a part del programa A Window on Asian Cinema. També es projectarà a la Jakarta Film Week de 2023.

## Reconeixements
| Premi / Festival                 | Data de cerimònia      | Categoria                                        | Receptor(s)               | Resultat  | Ref.  |
| -------------------------------- | ---------------------- | ------------------------------------------------ | ------------------------- | --------- | ----- |
| Jakarta Film Week                | 29 d'octubre de 2023   | Premi a la direcció                              | Women from Rote Island    | Guanyador | [ 5 ] |
| Festival de Cinema Indonesi      | 14 de novembre de 2023 | Millor pel·lícula                                | Rizka Shakira             | Guanyador | [ 6 ] |
| Festival de Cinema Indonesi      | 14 de novembre de 2023 | Millor director                                  | Jeremias Nyangoen         | Guanyador | [ 6 ] |
| Festival de Cinema Indonesi      | 14 de novembre de 2023 | Millor guió original                             | Jeremias Nyangoen         | Guanyador | [ 6 ] |
| Festival de Cinema Indonesi      | 14 de novembre de 2023 | Millor fotografia                                | Joseph Christoforus Fofid | Guanyador | [ 6 ] |
| Jogja-NETPAC Asian Film Festival | 2 de desembre de 2023  | JAFF Indonesian Screen Award – Millor actuació   | Irma Rihi                 | Guanyador | [ 7 ] |
| Jogja-NETPAC Asian Film Festival | 2 de desembre de 2023  | JAFF Indonesian Screen Award – Millor fotografia | Joseph Christoforus Fofid | Guanyador | [ 7 ] |
| Asian Film Festival Barcelona    | 5 de novembre de 2023  | Menció especial de la Secció NETPAC              | Women from Rote Island    | Guanyador | [ 8 ] |